# 어도비 사인
어도비 사인(Adobe Sign, 이전 명칭: EchoSign)은 사용자가 브라우저나 모바일 기기를 사용하여 서명 프로세스를 전송, 서명, 추적 및 관리 할 수 있는 클라우드 기반 전자 서명 서비스이다. 어도비 도큐먼드 클라우드(Adobe Document Cloud) 제품군의 서비스에 속해있다.

## 역사
2011년 7월 18일, 어도비 시스템즈(Adobe Systems)는 어도비 사인(Adobe Sign) 제품의 기반이 된 웹 기반 전자 서명 회사 EchoSign의 인수를 발표했다. 그해 12월에 어도비 시스템즈는 iOS용 제품의 모바일 애플리케이션을 출시했다. 2016년에 전자 서명을 요청, 수신 및 제출하는 방법으로 어도비 사인(Adobe Sign)이 도입되었다. 이 제품은 Dropbox, Salesforce, Workday, Box, Microsoft OneDrive 등과 통합되어 있다.

## 제품
어도비 사인은 개인, 소기업 또는 기업용 구독으로 판매된다. 이용 가능한 서비스 중 일부는 다음과 같다.
- 전자 서명 또는 디지털 서명이 포함된 서명 양식
- 전자 서명 요청
- 브랜드 양식 작성
- 응답 추적, 이메일 알림 받기, 전자 서명 공지사항 보내기[9]
- 여러 사용자로부터 서명을 수집하는 워크플로우 생성[10]

어도비 사인은 법적 양식, 보안 업데이트 및 기타 제품 개선 기능을 제송하며 업데이트와 함께 지속적으로 유지 관리된다.

## 같이 보기
- 전자서명
- 필기 인식